# Речица (приток Черни)
Ре́чица — малая река в России, протекает с севера на юг в Дмитровском районе Орловской области и в Железногорском районе Курской области. Является правым притоком реки Чернь, в которую впадает в районе деревни Остапово

## География
Общая длина 23 километра. Исток находится севернее деревни Харланово Дмитровского района Орловской области, которая также расположена на ней. В районе Железногорска на реке находится Черняковское водохранилище. Относится к категории малых рек с низкими величинами меженных расходов, а также слабой способностью к самоочищению.

## Притоки
На протяжении всего течения в Речицу впадает множество ручьёв. Наиболее значимый приток — река Погарщина, впадающая в районе деревни Веретенино Железногорского района.

## Населённые пункты
От истока к устью реки расположены следующие населённые пункты:
- Орловская область: Харланово, Речица, Опека, Артель-Труд, Долбёнкино, Паньшино;
- Курская область: Железногорск, Веретенино, Остапово.